# Huelma
Huelma è un comune spagnolo di 6 067 abitanti situato nella comunità autonoma dell'Andalusia.